# ロード オブ ザ フォールン
『ロード オブ ザ フォールン』(Lords of the Fallen)は、2014年10月28日に欧米で発売されたドイツのアクションRPG。
2015年2月12日には日本語PlayStation 4版（英語音声・日本語字幕）がユービーアイソフトから発売された。その後、PC版（発売元はCI Games）も日本語に対応した。また、2016年2月19日に日本国内でXbox One版がCI Gamesから発売されたが、日本語に未対応だった。海外ではiOS、Androidにおいても発売されている。
2023年10月13日に本作のリブート版がPlayStation 5、Xbox Series X/S、PC（Steam、Epic Games Store）向けに発売予定で各機種ともに日本語に対応する。
神と人間の戦いを描いたダーク・ファンタジー。難易度が非常に高いアクションRPGで、キャッチコピーは「トライ＆デス」。試行錯誤を繰り返しながら、上達していくゲームとなっている。週刊ファミ通のクロスレビューでは40点満点中、合計32点でゴールド殿堂入りした。
開発者はPlayStation 3で2011年に発売された『ダークソウル』にインスパイアされ、本作を作ったと発言している。
全世界での売り上げは90万本を越えている。

## あらすじ
邪悪な神アディールと人間が対立する世界。かつて邪神アディールは3人の審判者と呼ばれる人間に倒された。
それから数千年の時が経ち、邪悪の神・アディールは復活した。神は魔物の軍勢ローガーを地上に解き放ち、人間界への侵攻を開始した。
人類の指導者であるアンタナスはこれに対し、「悪には悪」として犯罪人ハーキンを牢獄から解き放つ。ハーキンは人類の最後の希望として、この邪悪な魔物を操る神々を倒すため戦いを挑む。

## 登場人物
ハーキン
本作の主人公。過去に大きな罪を犯し、顔に罪人の証の刺青を入れられ牢獄に繋がれていた。邪悪な神・アディールと戦うための切り札として、アンタナスにより釈放され、魔物たちとの戦いに身を投じる。スキンヘッドで髭をたくわえている。
カズロー
ハーキンの導き手。ローブを身にまとい、髪と髭は長く伸びている。
アンタナス
人類の指導者。人類を救うため、ハーキンを魔物たちとの戦いに向かわせる。
アディール
かつて人間に倒された邪悪な神。復活し人間界を支配すべく、ローガーを送り込んできた。

## ゲーム内容
プレイヤーキャラクターは「争い」「偽り」「癒し」の3つの魔法タイプと「聖職者」「戦士」「ならず者」の3つの装備タイプから選択する。
「争い」は攻撃主体、「偽り」は敵を惑わせる、「癒し」は防御主体の魔法タイプとなっている。
「聖職者」装備のハンマーは一撃で大きなダメージを与えられるが、その分隙が大きい。「ならず者」装備のダガーは与えるダメージが小さい代わりに素早く連続攻撃が可能。「戦士」系装備の剣は両者の中間となっている。装備品は制限重量までは自由に組み合わせが可能だが、重量が軽いほど軽快に動き回れる。
敵を倒すと経験値を入手できる。レベルの概念はなく、チェックポイントで経験値を「呪文ポイント」に振ることで魔法を覚えたり、「特性ポイント」に振ることで能力値を上昇させることができる。
チェックポイントでは他にもセーブや回復を行うこともできる。チェックポイントで回復せずに敵を倒し続けると、経験値にボーナスが加算され、経験値が得られやすくなる。しかし、死ぬと経験値を失ってしまう。失った経験値は死亡した地点に留まるため、そこまでたどり着けば失った経験値を取り戻せる。ただし、失った経験値は時間の経過で減少していき、最後には消滅する。また、更に死亡するとその時点で消滅する。チェックポイントでこまめに回復して堅実に進めるか、リスクを承知で回復せずに経験値を大きく稼ぐかはプレイヤーに任せられる。